# Açúcares no vinho

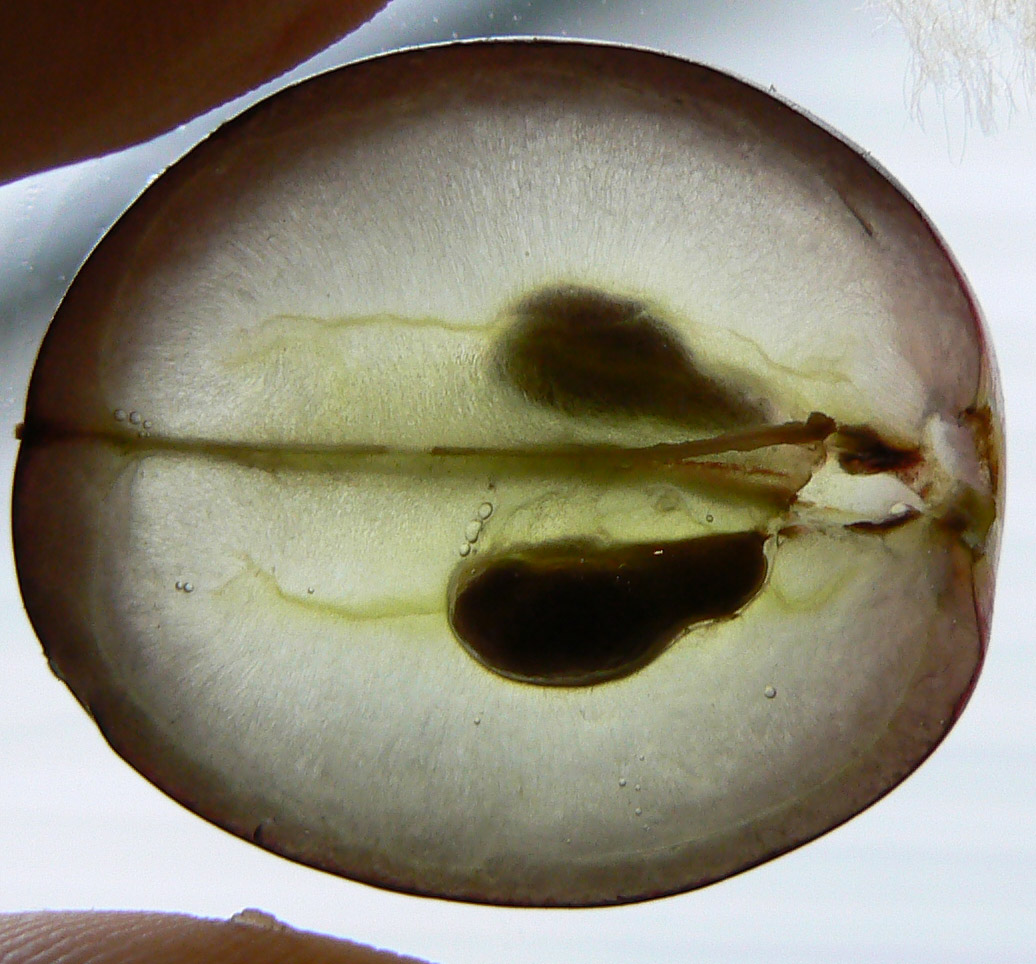
Os açúcares das uvas são armazenados na polpa junto com água, ácidos orgânicos e outros compostos.

Os açúcares no vinho são elementos essenciais que tornam possível a produção de vinho. Durante o processo de fermentação, os açúcares das uvas são quebrados e convertidos, pelas leveduras, em álcool (etanol) e dióxido de carbono.
As uvas acumulam açúcares à medida que crescem na videira por meio da translocação de moléculas de sacarose que são produzidas pela fotossíntese das folhas. Durante o amadurecimento, as moléculas de sacarose são hidrolisadas (separadas) pela enzima invertase em glicose e frutose. No momento da colheita, entre 15 e 25% da uva será composta de açúcares simples. Tanto a glicose quanto a frutose são açúcares de seis carbonos, mas açúcares de três, quatro, cinco e sete carbonos também estão presentes na uva.
Nem todos os açúcares são fermentáveis, sendo que açúcares como arabinose, ramnose e xilose (de cinco carbonos) ainda ficam presentes no vinho após a fermentação. Um teor de açúcar muito alto pode ser letal para as leveduras se na fermentação um determinado teor de álcool (alto) for atingido. Por esses motivos, nenhum vinho é fermentado completamente "seco" (ou seja, sem nenhum açúcar residual). A função do açúcar em ditar o teor alcoólico final do vinho (e o corpo e a "sensação na boca" resultantes) às vezes incentiva os vinicultores a adicionar açúcar (geralmente sacarose) durante a vinificação em um processo conhecido como chaptalização, apenas para aumentar o teor alcoólico - a chaptalização não aumenta a doçura de um vinho.

## Sacarose
A sacarose é um dissacarídeo, uma molécula composta de dois monossacarídeos, glicose e frutose. A invertase é a enzima que cliva a ligação glicosídica entre as moléculas de glicose e frutose.
Na maioria dos vinhos, haverá muito pouca sacarose, pois ela não é um constituinte natural das uvas e a sacarose adicionada para fins de chaptalização será consumida na fermentação. A exceção a essa regra é o champanhe e outros vinhos espumantes, aos quais uma quantidade de liqueur d'expédition (normalmente sacarose dissolvida em um vinho tranquilo) é adicionada após a segunda fermentação na garrafa, uma prática conhecida como dosage.

### Glicose
A glicose, juntamente com a frutose, é um dos principais açúcares encontrados nas uvas para vinho. No vinho, a glicose tem um sabor menos doce do que a frutose. É uma molécula de açúcar de seis carbonos derivada da quebra da sacarose. No início do estágio de amadurecimento, geralmente há mais glicose do que frutose presente na uva (até cinco vezes mais), mas o rápido desenvolvimento da frutose muda a proporção para que, na colheita, as quantidades sejam geralmente iguais. As uvas excessivamente maduras, como alguns vinhos de colheita tardia, podem ter mais frutose do que glicose. Durante a fermentação, as células de levedura quebram e convertem a glicose primeiro. A ligação das moléculas de glicose com a aglicona, em um processo que cria glicosídeos, também desempenha um papel no sabor resultante do vinho devido à sua relação e interações com compostos fenólicos como antocianinas e terpenoides.

### Frutose

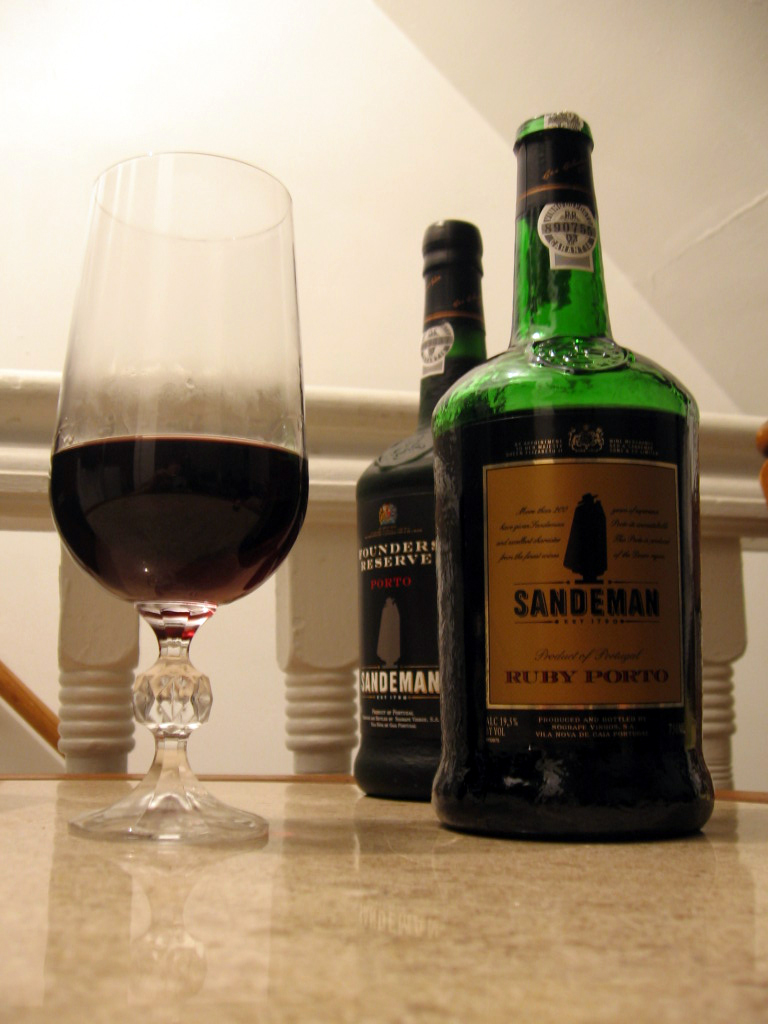
Em vinhos como o vinho do Porto, a adição de aguardente de uva neutra atordoa a levedura e interrompe a fermentação, deixando o vinho com uma proporção maior de açúcares de frutose e criando um vinho doce.

A frutose, juntamente com a glicose, é um dos principais açúcares envolvidos na criação do vinho. Na época da colheita, geralmente há uma quantidade igual de moléculas de glicose e frutose na uva; no entanto, à medida que a uva amadurece, o nível de frutose se torna mais alto. No vinho, a frutose pode ter um sabor quase duas vezes mais doce do que a glicose e é um componente essencial na criação de vinhos de sobremesa doces. Durante a fermentação, a glicose é consumida primeiro pela levedura e convertida em álcool. O vinicultor que optar por interromper a fermentação (seja por controle de temperatura ou pela adição de aguardente no processo de fortificação) terá um vinho com alto teor de frutose e açúcares residuais notáveis. A técnica de süssreserve, em que o mosto de uva não fermentado é adicionado após o término da fermentação do vinho, resultará em um vinho com sabor menos doce do que um vinho cuja fermentação foi interrompida. Isso ocorre porque o mosto de uva não fermentado ainda terá partes aproximadamente iguais de frutose e glicose, que tem um sabor menos doce. Da mesma forma, o processo de chaptalização, no qual a sacarose (que é uma parte de glicose e uma parte de frutose) é adicionada, normalmente não aumenta o nível de doçura do vinho.

## Na degustação de vinhos
Na degustação de vinhos, os seres humanos são menos sensíveis ao sabor da doçura (em contraste com a sensibilidade ao amargor ou azedume), com a maioria da população sendo capaz de detectar açúcar ou "doçura" em vinhos entre 1% e 2,5% de açúcar residual. Além disso, outros componentes do vinho, como a acidez e os taninos, podem mascarar a percepção do açúcar no vinho.

## Flash release
O flash release é uma técnica usada na prensagem do vinho. A técnica permite uma melhor extração dos polissacarídeos do vinho.